# Бояршинова, Лидия Алексеевна
Ли́дия Алексе́евна Боя́ршинова (25 февраля 1929, Старые Селища, Острожское сельское поселение — 19 ноября 2002, Казымово, Пермская область) — доярка Казымовской фермы совхоза «Оханский», Пермская область, Герой Социалистического Труда (1971).

## Биография
Родилась 25 февраля 1929 года в деревне Старые Селища Оханского района Пермского края в крестьянской семье. Русская. Жила в селе Казымово того же района. С 12 лет начала трудиться в колхозе. Работала дояркой на Казымовской ферме совхоза «Оханский». С 1966 года самостоятельно вела группу коров.
В 1969 году за четыре месяца летнего пастбищного сезона Бояршинова надоила от каждой коровы своей группы по 1903 килограмма молока, то есть ежемесячно от коровы она получала почти по 500 килограммов. Это был рекорд для местных условий. Успех помог женщине поверить в свои силы, и она обязалась добиться четырёхтысячного рубежа. Надо пояснить, что в те годы и трехтысячный надой на обычной ферме казался практически недостижимым. Но Л. А. Бояршинова при поддержке других доярок добилась улучшения порядка на ферме, научно составленных рационов для животных. Взятое обязательство она перевыполнила и в дальнейшем никому не уступала первенства в районном соревновании среди животноводов.
Указом Президиума Верховного Совета СССР от 8 апреля 1971 года за выдающиеся успехи, достигнутые в развитии сельскохозяйственного производства и выполнении пятилетнего плана продажи государству продуктов земледелия и животноводства Бояршиновой Лидии Алексеевне присвоено звание Героя Социалистического Труда с вручением ордена Ленина и золотой медали «Серп и Молот».
Почти 30 лет отдала животноводству. В связи с состоянием здоровья Л. А. Бояршинова в 1974 году оставила работу на ферме. В районе было организовано соревнование среди молодых животноводов на приз её имени. Рекорд по надоям, установленный Л. А. Бояршиновой в 1969 году, был перекрыт лишь через пять лет.
Жила в селе Казымово. Скончалась 19 ноября 2002 года.

## Награды
- Герой Социалистического Труда
- Орден Ленина
- Орден «Знак Почёта»
- медали